# گرچاک اروپایی
ماهی مخرج لوله‌ای
- نام انگلیسی: Bitterling
- نام علمی: Rhodeus sericeus amarus ( Bloch, 1782 )
- پراکنش: حوضه جنوبی دریای خزر
- ویژگی‌های مرفولوژیک: بدن برآمده و از طرفین پهن؛ دندان حلقی یک ردیفی ( ۵-۵ )؛ با وجودی که سراسر بدن آن از فلس پوشیده شده‌است ولی فقط ۶-۵ فلس در روی خط جانبی به عنوان اندام جانبی موجود است(یعنی فلس‌های دیگر فاقد منفذ برای ارتباط با محیط خارجند).

این ماهی دارای یک نوار آبی متمایل به بنفش است که از میان بدن تا ابتدای باله دمی امتداد دارد. طول متوسط ۵-۶ و حداکثر ۹ سانتی متر است؛ خط جانبی کامل نیست؛ فاقد سبیلک.این ماهیان ۳-۲ سال عمر می‌کنند.
- تغذیه: کرم‌ها، سخت پوستان کوچک و لارو حشرات
- بیولوژی: در کنار آب که از گیاهان آبزی پوشیده و جنس بستر آن شنی یا لجنی است زندگی می‌کند. زمان تخم ریزی از فروردین تا اواخر خرداد ماه است و ماهی نر به هنگام تخم‌ریزی لباس عروسی به تن می‌کند در این موقع اندام تناسلی ماهی ماده به صورت یک لوله طویل رشد می‌کند. ماهی نر معمولاً ماهی ماده‌ای را که اندام تناسلی آن خوب رشد کرده باشد به همسری انتخاب می‌کند. ماهی ماده برای تخم ریزی اندام تناسلی خود را در میان صدف دو کفه ای‌ها فرو می‌کند. این صدف دارای دو حفره‌است که در قسمت انتهایی بدن واقع شده‌اند. از طریق حفره عقبی، همراه با آب تنفسی مواد غذایی شامل پلانکتون‌ها و مواد پوسیده گیاهی مکیده می‌شود و به این علت نام این حفره را حفره تنفسی نهاده‌اند. سپس از حفره دیگر که حفره دفعی نام دارد مواد زائد و آب استفاده شده خارج می‌گردد. هنگامی که صده دو کفه خود را باز می‌کند، ماهی ماده اندام تناسلی خود را درون آن فرو برده و ۲-۱ عدد تخم در فضای آبششی در صدف رها می‌کند. بلافاصله ماهی نر اسپرم خود را بر روی صدف می‌ریزد که با آب تنفسی وارد فضای داخلی آن شده و به این ترتیب تخم‌ها را بارور می‌سازد. عمل تخم گذاری در صدف توسط ماهیان نر و ماده چندین بار تکرار می‌شود.در بعضی مواقع ماهی نر، ماهی ماده دیگری را برای عمل []جفت‌گیری]] انتخاب می‌کند.

ماهیان نر معمولاً از جنس ماده خود و صدف به شدت در مقابل سایر ماهیان نر متجاوز دفاع می‌کنند. تعداد تخم‌ها ۴۵-۱۰۰ عدد و به قطر حدود ۳ میلی‌متر می‌باشد. دوره انکوباسیون ۲-۳ هفته به طول می‌انجامد. لاروها به وسیله بر آمدگی کیسه زرده به آبششش صدف می‌چسبند و هنگامی که به طول ۱۱ میلی‌متر رسیدند از محوطه آبششی از طریق حفره دفعی صدف به خارج ریخته می‌شوند.
به طوری که در بررسی‌های آکواریومی دیده شده، ماهی نر فقط در موقعی لباس عروسی به تن می‌کند که در نزدیکی آن صدفی وجود داشته باشد و در صورت عدم وجود آن، ماهی نر هرگز لباس عروسی به تن نخواهد کرد.
این ماهی به علت جالب بودن نوع جفتگیری، تولید مثل و دفاع در مقابل ماهیان متجاوز به صورت یکی از موضوع‌های جالب برای تحقیق و پژوهش در رفتارشناسی ماهیان در آمده‌است. به علت قرار گرفتن تخم این ماهی در صدف، تخم‌ها از بسیاری از دشمنان طبیعی در امان هستند. علاوه بر این صدف‌ها در هنگام نشست آب به نقاط عمیق ته‌نشین شده و بدین ترتیب از خشک شدن و اتلاف تخم‌ها جلوگیری می‌کنند. به همین دلایل این ماهی با وجو تعداد کم تخم و کثرت دشمنان طبیعی، به صورت دسته‌های متعددی در آب‌ها مشاهده می‌شود.
- ارزش اقتصادی: ماهی مخرج لوله‌ای فاقد ارزش اقتصادی است و فقط گاهی از آن یه عنوان ماهی آکواریومی استفاده می‌شود.